# Plamort

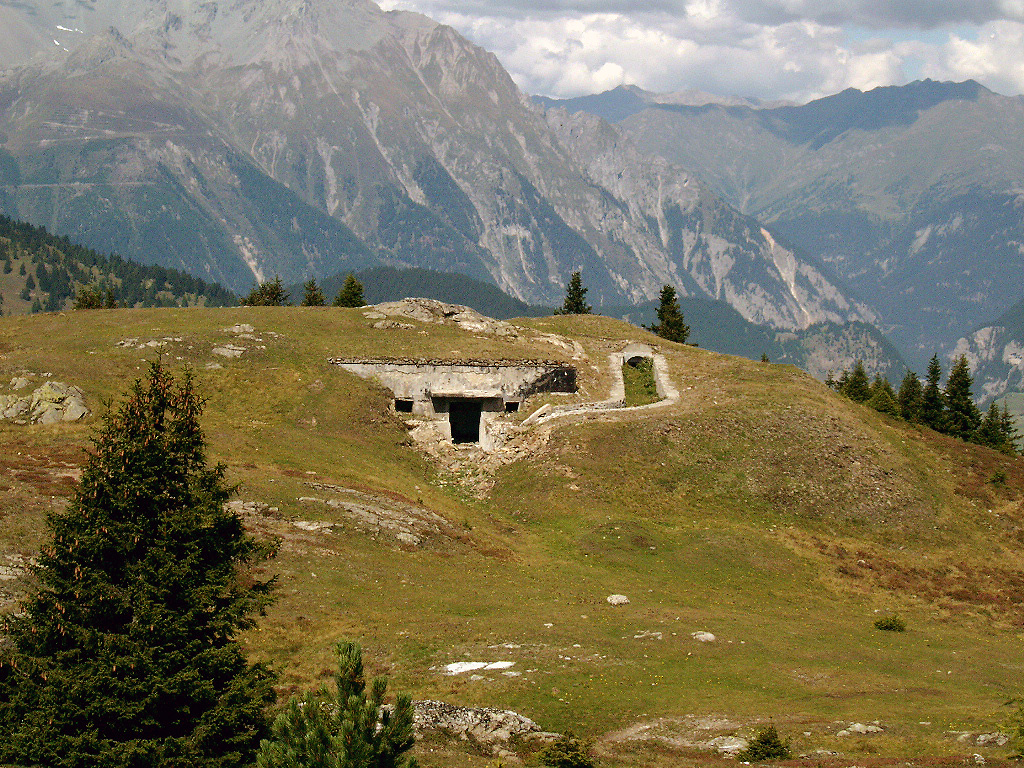
Betonierter Unterstand mit Verbindungsweg zu einem Bunker des Vallo Alpino auf dem Plamort oberhalb des Reschenpasses an der italienisch-österreichischen Grenze

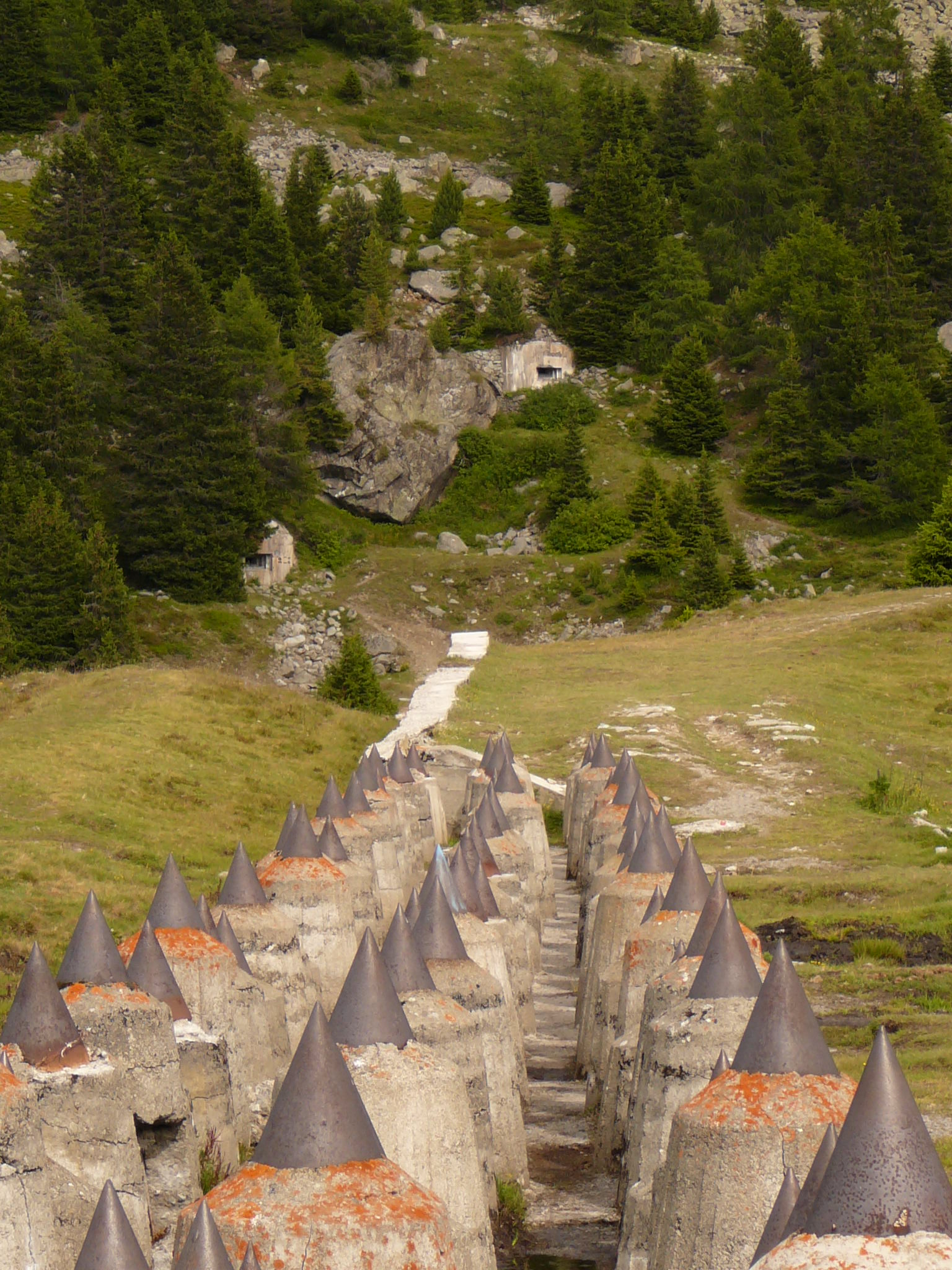
Panzersperre im Vordergrund mit zwei Bunkern im Hintergrund

Die Hochebene Plamort ist ein Hochmoor im Grenzgebiet von Österreich und Italien östlich oberhalb vom Reschenpass. Der Plamortboden war im Zweiten Weltkrieg Teil des Alpenwalls in Südtirol und sollte das faschistische Italien zwischen 1938 und 1943 vor einer potentiellen Invasion des damaligen nationalsozialistischen Großdeutschen Reichs schützen.

## Geschichte
Wegen der strategisch wichtigen Stellung war die Hochebene Plamort an der Grenze zwischen Italien und Österreich im Zweiten Weltkrieg besonders für Italien von großer Bedeutung. Mit dem Bau einer Befestigungsanlage wurde im Jahr 1938 begonnen, diese wurde noch im selben Jahr fast vollständig fertiggestellt. Der mögliche Übergang nach Italien wurde mit einem großen Hauptbunker, der mit Panzerabwehrkanonen bestückt wurde und einigen kleineren Nebenbunkern mit Maschinengewehr-Ständen samt Mannschaftsräumen abgesichert. Im Zentrum der Anlage befindet sich eine ca. 500 Meter lange Panzersperre, die sich fast über die ganze Ebene erstreckt. Diese wurde mit Lärchenholz-Pfählen errichtet, die zwischen einem halben und einem Meter hoch sind und in ein Fundament aus Beton eingelassen wurden. Darüber hinaus wurden die Pfähle mit Beton ummantelt und bekamen außerdem eine Spitze aus Metall aufgesetzt. Die gesamte Panzersperre wurde mit Stacheldraht und einem Wassergraben gesichert. 1942 wurden Pläne für einen weiteren Ausbau gesammelt, jedoch wurden diese wegen anhaltenden Protests seitens des verbündeten Deutschen Reichs nie durchgeführt.
Als die deutsche Wehrmacht 1943 von Österreich aus in Italien einmarschierte, war die Anlage vollkommen funktionsfähig, jedoch wurde sie kampflos übergeben.
Die Grenzsperre wurde noch bis ins Jahr 1962 gewartet und in Stand gehalten, geriet dann jedoch in Vergessenheit. 1999 übertrug der italienische Staat die Anlagen ins Eigentum der Autonomen Provinz Bozen – Südtirol, die in den Folgejahren Renovierungsarbeiten veranlasste.

## Touristische Nutzung
Der Plamort ist vor allem bei Wanderern und Mountainbikern auf Transalp-Touren ein beliebtes Ziel. Wanderer können den Plamort über die Seilbahn ab Nauders oder von der Gemeinde Graun oder der Gemeinde Reschen sehr gut erreichen. Man kann die Anlage außerdem besichtigen.